# Patrick Ryborn
Erik Patrick Ryborn (* 22. Februar 1965 in Hamrånge, Gästrikland, Schweden) ist ein schwedischer Filmproduzent.

## Leben
Seitdem Patrick Ryborn 1998 zusammen mit Måns Herngren and Hannes Holm die schwedische Produktionsfirma Fladenfilm gründete, produzierte er Herngrens und Holms Filme, darunter Verschwörung im Berlin-Express, Salto für Anfänger und Der Himmel ist unschuldig blau.

## Filmografie (Auswahl)
- 2002: Klassenfest (Klassfesten)
- 2003: Verschwörung im Berlin-Express (Skenbart – en film om tåg)
- 2004: Bombay Dreams
- 2006: Varannan vecka
- 2007: Salto für Anfänger (Underbar och älskad av alla)
- 2009: Kenny Begins
- 2010: Der Himmel ist unschuldig blau (Himlen är oskyldigt blå)
- 2012: An Enemy To Die For (En fiende att dö för)